# پیتر آنت
پیتر آنت (۱۶۹۳ – ۱۸ ژانویه ۱۷۶۹) یک عالم دینی انگلیسی و از آزاداندیشان اولیه بود.

## زندگی اولیه و کار
گفته می‌شود آنت در لیورپول به دنیا آمده‌است. او به عنوان یک معلم حرفه‌ای، به دلیل حملات خود به واعظین ارتدوکس و همچنین عضویت در جامعه بحث‌کننده نیمه الهیاتی، انجمن رابین هود، که در رابین هود و جان کوچک در قصاب رو، ملاقات کرد، برجسته شد. آنت با روحانیون و کتاب مقدس بسیار دشمنی می‌کرد و یک دئیست تمام عیار بود. او با انتقاد شدید از شخصیت و شهرت پادشاه دیوید و پولس رسول خود را متمایز کرد. در سال ۱۷۳۹ جزوه‌ای با عنوان «برای خودمان قضاوت کنیم، یا آزاداندیشی وظیفه بزرگ دین» را نوشته و منتشر کرد، که انتقاد شدیدی از مسیحیت بود. وی به دلیل نگارش این جزوه و جزوات مشابه، موقعیت تدریس خود را از دست داد.

## مرگ
در ۶۸ سالگی ، آنت به یکسال حبس با اعمال شاقه محکوم شد. وی در ۱۸ ژانویه ۱۷۶۹ درگذشت.

## موقعیت
وقتی نویسندگان مسیحی استدلال معجزه را با استدلال شهادت شخصی و اعتبار شواهد کتاب مقدس جایگزین کردند، آنت در کتاب قیام عیسی (۱۷۴۴)، به اعتبار چنین شواهدی حمله کرد و فرضیه مرگ عیسی را موهوم دانست و همچنین پیشنهاد کرد که پل را باید بنیانگذار دین جدید دانست.